# Van der Capellen

Geslachtswapen (1814)

Van der Capellen is een oud adellijk, Gelders geslacht.

## Geschiedenis
Oudst bekende voorouder van het geslacht is Johan de Capella die in de 1310 vermeld wordt in verband met het sticht Xanten (Duitsland). Vanaf de veertiende eeuw zijn leden van de familie vooral in de stad Zutphen te vinden, waar ze zitting hadden in het bestuur van de stad. Het familiewapen lijkt in de 14e eeuw te zijn ontleend aan het stadswapen van Zutphen (het ankerkruis), aangevuld met een kapelletje. Tijdens het ancien régime waren verscheidene telgen lid van de oude Ridderschappen. In 1814 werden verschillende leden van het geslacht benoemd in de moderne ridderschap van Gelderland en verkregen zo het predicaat jonkheer. Tussen 1822 en 1824 werd voor verschillende familieleden de titel van baron erkend.
In 1991 waren er nog drie mannelijke telgen in leven: de chef de famille, diens ongehuwde broer, en zijn zoon.
Robert Lieve Jasper baron van der Capellen (1784-1860), luitenant-kolonel, adopteerde een zoon wiens vijf kinderen bij beschikking van de Raad van Justitie te Batavia van 31 maart 1888 de naam Van der Capellen kregen; via hen leeft er nog nageslacht met die naam, ook in Nederland.

## Enkele telgen
Frederik Robert Evert van der Capellen (1710-1755), o.a. schout van Zutphen
- mr. Alexander Hendrik van der Capellen (1732-1807), o.a. richter van Doesburg
  - Johan Frederik Benjamin baron van der Capellen (1770-1851), lid provinciale staten van Gelderland
- Robert Jasper baron van der Capellen tot den Marsch (1743-1814), officier, laatstelijk kapitein, voorman in de oostelijke gewesten en een van de landelijke leiders van de patriotten
  - Frederik Benjamin Alexander Philip baron van der Capellen (1781-1854), officier, laatstelijk luitenant-generaal, onder andere Ridder Militaire Willems-Orde, Commandeur in de Orde van de Nederlandse Leeuw
    - Robert Jasper Gerlach baron van der Capellen (1806-1870), officier, laatstelijk kapitein
    - Willem Frederik baron van der Capellen (1819-1898), officier, laatstelijk kolonel titulair
      - Reinier Hendrik Otto baron van der Capellen (1854-1937), officier, laatstelijk generaal-majoor, lid van de Hoge Raad van Adel
        - Ir. Eduard Alexander baron van der Capellen (1904-1990), procuratiehouder Philips
          - Robert Frederik baron van der Capellen (1943), financieel manager bedrijf, chef de famille
            - Alexander Wolter Robert baron van der Capellen (1969), vermoedelijke opvolger als chef de famille

      - Eduard Willem baron van der Capellen (1863-1935), officier, laatstelijk generaal-majoor titulair, Ridder in de Orde van de Nederlandse Leeuw; trouwde in 1901 met Marie Elise Molewater (1864-1954), aan wie J.C. Bloem zijn in 1942 verschenen bundel Enkele gedichten in druk opdroeg. Hij betaalde de huur van Nieuwe Uitleg 16 voor Mata Hari.
- Alexander Philip van der Capellen (1745-1787), officier, laatstelijk kolonel
  - mr. Godert Alexander Gerard Philip baron van der Capellen (1778-1848), gouverneur-generaal van Nederlands-Indië
  - Robert Lieve Jasper baron van der Capellen (1784-1860), officier, laatstelijk luitenant-kolonel
    - Adolf Robertsen (1825-1888), secretaris van de residentie Banka, geadopteerd 22 december 1825, ex matre de inlandse vrouw Ilma; hij erkende zes kinderen verwekt bij de inlandse vrouw Remisa (1825-1902)
      - Woltherus Robert baron van der Capellen (1853-1915), adjunct-directeur pan- en tegelfabriek
        - Johan Henri van der Capellen (1883-1971), directeur Gemeentewerken te Semarang

      - Adolf Levinus baron van der Capellen (1855-1927), magazijnmeester bij de Koninklijke Paketvaart Maatschappij
        - Woltherus Adriaan baron van der Capellen (1888-1959), resident van Cheribon
          - drs. Constant Adriaan baron van der Capellen (1915-1945), vermoord in de buurt van Tjiandjoer in oktober 1945

      - Robert Lieve Jasper van der Capellen (1860-?), waarnemend secretaris van de residentie Soerakarta
      - Frans Gerardus van der Capellen (1861-1915), employé Koninklijke Paketvaart Maatschappij
        - Willem Adolf van der Capellen (1896-1943)
          - Victor Eduard van der Capellen (1921-1987), drager van het Verzetsherdenkingskruis

## Overigen
- Gerlach van der Capellen, kanselier Hof van Gelre te Arnhem
  - Alexander van der Capellen (1599-1656), politicus
- Joan Derk van der Capellen tot den Pol (1741-1784), politicus.
- Jacob van der Capellen, drost

D'Ablaing van Giessenburg ·
Van Aerssen Beijeren ·
Alberda † ·
Van Alderwerelt † ·
Anthès, Van Heeckeren d' ·
Van Asbeck ·
D'Aulnis de Bourouill ·
Van Aylva ·
Van Balveren ·
Barbaix de Bonnines † ·
Baud ·
De Beijer † ·
Bentinck ·
De Bieberstein Rogalla Zawadsky ·
De Billehé de Valensart † ·
Van Boecop † ·
Van Boetzelaer ·
Van den Bogaerde ·
Du Bois † ·
Von dem Bongart ·
Van der Borch ·
Van Borssele ·
De Bounam de Ryckholt † ·
Van Brakell ·
Brantsen ·
Van Brienen (I) † ·
Van Breugel † ·
Van Broeckhuysen † ·
Du Bus · 
Calkoen ·
Van der Capellen ·
De Casembroot † ·
Chassé † ·
Clifford † ·
Van Coeverden ·
Collot d'Escury ·
De Constant Rebecque ·
Coppin † ·
De Crassier ·
Creutz ·
Daelman ·
Dedel † ·
Van Dedem ·
Van Delen † ·
Von Derfelden ·
Dibbets ·
Diert ·
Van Doorn (I) † ·
Van Dopff † ·
Van Dorth tot Medler ·
Van der Duyn † ·
Van Eck ·
Van Erp ·
Fagel † ·
Van der Feltz ·
Forstner van Dambenoy † ·
Van Fridagh ·
Gansneb genaamd Tengnagel † ·
Van Geen · 
De Geer † ·
Gericke ·
Von Geusau † ·
Gevers · 
De Girard de Mielet van Coehoorn † ·
Van der Goes † ·
Van Goltstein † ·
De Graillet † ·
Groeninx van Zoelen ·
De Gijselaar † ·
Hacfort † ·
Van Haeften (I) † ·
Van Haersolte ·
Van Hall † ·
Van Hangest d'Yvoy ·
Van Hardenbroek ·
Van Haren † ·
Van Harinxma thoe Slooten ·
Van Heeckeren ·
Van Heemstra ·
Van Heerdt ·
Van Heilmann van Stoutenburg † ·
Van der Heim † ·
Van Hemert tot Dingshof ·
Van Herzeele † ·
De Heusch ·
Van der Heyden · 
Van Hövell ·
Van Hogendorp ·
Hogguer † ·
Van Hugenpoth † ·
Huyssen van Kattendijke ·
Van Imhoff ·
Von Innhausen und Kniphausen † ·
D'Isendoorn à Blois † ·
Van Isselmuden ·
Van Ittersum ·
Van Keppel † ·
De Keverberg † ·
Klerck † ·
Van Knobelsdorff ·
De Kock ·
Krayenhoff ·
Van Laer † ·
De Lamberts de Cortenbach † ·
Lampsins † ·
Van Lamsweerde ·
Van Lawick ·
Lewe ·
De Liedel † ·
De Loë ·
Van Lynden ·
De Macar ·
Mackay ·
Von Maltzahn † ·
Van Massow † ·
De Meer d'Osen † ·
Melvill van Carnbee ·
De Mey † ·
Michiels ·
Mollerus ·
Mulert ·
Van Nagell ·
Nahuys · 
De Negri † ·
Nepveu † ·
Van Neukirchen genaamd Nyvenheim † ·
De Norman d'Audenhove † ·
Van Oldeneel tot Oldenzeel ·
D'Olne † ·
Van Omphal † ·
Van Pabst † ·
Van Pallandt ·
Van Panhuys † ·
De Pélichy † ·
De Perponcher Sedlnitsky † ·
Van Plettenberg † ·
De Plevits ·
Du Pont † ·
De Posson † ·
Prisse ·
Von Quadt † ·
Quarles ·
Von Rade † ·
Van Raders ·
De Raet † ·
Van Randwijck ·
Van Reede ·
Rengers ·
Van Rhemen † ·
Von Riedesel d'Eisenbach † ·
Röell ·
Roest van Alkemade ·
De Rosen † ·
De Roy van Zuidewijn/De Roye van Wichen † ·
Van Rijckevorsel ·
Von Saint-Remy † ·
De Salis † ·
Sandberg ·
Schimmelpenninck van der Oye ·
Thoe Schwartzenberg en Hohenlansberg ·
De Senarclens de Grancy † ·
Sirtema van Grovestins ·
Six ·
Slicher † ·
Van Slingelandt ·
Sloet ·
De Smeth ·
Snouckaert van Schauburg ·
Van Spaen † ·
Speyart van Woerden ·
Steengracht ·
Straalman † ·
Stratenus ·
Strick van Linschoten † ·
Van Styrum ·
Sweerts de Landas ·
Van Sytzama
Taets van Amerongen ·
Van Tengnagell † ·
Testa ·
De Thier † ·
Van Till · 
Tindal † ·
Des Tombe † ·
Torck † ·
Du Tour † ·
Travers † ·
De Trevey de Charmail † ·
Van Tuyll van Serooskerken ·
Van Utenhove ·
Van Verschuer ·
Verstolk ·
Van Voerst † ·
Van Voorst tot Voorst ·
De Vos van Steenwijk ·
Van Vredenburch † ·
De Warzée d'Hermalle † ·
Van Wassenaer · 
De Watteville ·
De Weichs de Wenne ·
Van Westerholt † ·
Van Westreenen van Tiellandt † ·
Van Wevelinchoven de Sittert † ·
Van Wickevoort Crommelin † ·
Von Wydenbruck ·
De Wijkerslooth · 
De Wymar † ·
Van Wijnbergen ·
Wittert ·
Van Zuylen van Nievelt † ·
Van Zuylen van Nijevelt

Geslachten die tot de adel van het Koninkrijk der Nederlanden behoren of hebben behoord. Lijst volgens opgave van de Hoge Raad van Adel. †: Geslacht uitgestorven of titel vervallen.